# Zagradci (Netretić)
 Zagradci  falu Horvátországban Károlyváros megyében. Közigazgatásilag Netretićhez tartozik.

## Fekvése
Károlyvárostól 7 km-re nyugatra, községközpontjától  5 km-re délkeletre fekszik.

## Története
A falunak 1857-ben 184, 1910-ben 344 lakosa volt. A  trianoni békeszerződésig Zágráb vármegye Károlyvárosi járásához tartozott. A településnek  2011-ben 265 lakosa volt.

## Lakosság
| Lakosság változása | Lakosság változása | Lakosság változása | Lakosság változása | Lakosság változása | Lakosság változása | Lakosság változása | Lakosság változása | Lakosság változása | Lakosság változása | Lakosság változása | Lakosság változása | Lakosság változása | Lakosság változása | Lakosság változása | Lakosság változása |
| ------------------ | ------------------ | ------------------ | ------------------ | ------------------ | ------------------ | ------------------ | ------------------ | ------------------ | ------------------ | ------------------ | ------------------ | ------------------ | ------------------ | ------------------ | ------------------ |
| 1857               | 1869               | 1880               | 1890               | 1900               | 1910               | 1921               | 1931               | 1948               | 1953               | 1961               | 1971               | 1981               | 1991               | 2001               | 2011               |
| 184                | 208                | 212                | 272                | 327                | 344                | 307                | 393                | 472                | 455                | 476                | 458                | 381                | 385                | 290                | 265                |